# تپه قلعه هوار که کون قم دره
تپه قلعه هوار که کون قم دره مربوط به هزاره سوم قبل از میلاد است و در شهرستان بیجار، بخش مرکزی، روستای قم دره واقع شده و این اثر در تاریخ ۲۴ فروردین ۱۳۸۲ با شمارهٔ ثبت ۸۰۷۴ به‌عنوان یکی از آثار ملی ایران به ثبت رسیده است.